# Tandlægekollegiet
Tandlægekollegiet et et kollegium beliggende på Fuglesangs Allé i Aarhus V. Kollegiet er nabo til Handelshøjskolen, Aarhus Universitet.
Kollegiet, der blev opført 1962-1965, er i lighed med Handelshøjskolen, Det Jyske Musikkonservatorium, Møllevangskirken og Aarhus Universitet i nærheden tegnet af C.F. Møllers Tegnestue. Det er et gangkollegium, hvor ca. halvdelen af beboerne deles om køkken og bad. I 2004/2005 blev kollegiet udvidet med 12 værelser med eget bad samt en 1-værelses lejlighed. Kort tid efter blev de eksisterende værelser renoveret og moderniseret. Tandlægekollegiet har, ligesom mange andre kollegier i Aarhus, en bar tilknyttet. Denne hedder ThursdayBar og var tidligere åben hver torsdag, men holder nu arrangementer i weekenden 1-2 gange om måneden.
Tandlægekollegiet er selvejende, men administreres og anvises af Kollegiekontoret i Aarhus.